# 三名同姓之人探案
《三名同姓之人探案》是柯南·道爾所著的福爾摩斯探案的56個短篇故事之一，收錄於《福爾摩斯檔案簿》。

## 故事簡介
一名英國男子內森·加里德布向福爾摩斯求助，指一名自稱來自美國的人向他表示找到兩個跟他一樣同姓「加里德布」的人，可以繼承到一筆可觀的遺產，因此該本地男子希望福爾摩斯可以幫他找到另一個。福爾摩斯見事情有趣，而且該名外地男子行事古怪，所以福爾摩斯決定介入。福爾摩斯和華生到訪該名男子家中，發現該男子只是一名潦倒普通中年人，有收藏古董的怪癖，並沒什麼值得被人欺騙。
不過福爾摩斯後來查到，一名偽造錢幣的罪犯曾居於以上住址，因此福爾摩斯推斷該外地男子只是設計三個同姓人的故事，令本地男加里德布離開住所，讓他可以偷偷潛入去偷走遺留下來的錢幣偽造機器。福爾摩斯和華生便埋伏於加里德布的住宅中，順利逮住這名假扮成美國人的罪犯伊萬斯。
1. ↑  The Case Book of Sherlock Holmes, Conan Doyle (1927)（英文）
2. ↑  Murray Shaw (Author); M. J. Cosson (Author), Sophie Rohrbach (Illustrator), J. T. Morrow (Illustrator). . (On the Case with Holmes & Watson) Paperback (Graphic Universe). March 1, 2012: 48 pages. ISBN 978-076-137-099-4 （英语）.